# Babanki (jezik)
Babanki jezik (finge, kedjom, kejeng, kejom, kidzem, kidzom; ISO 639-3: bbk), jezik plemena Babanki iz kamerunske provincije Northwest, kojim govori 22 500 ljudi (2000 SIL) na kulturnom području kamerunskih travnjaka. 
Jezik pripada u centralnu podskupinu ring, šira skupina narrow grassfields. U upotrebi su i pidžin engleski ili engleski [eng]. Glavna sela: Kejom-Ketingo i Kejom-Keku.

## Vanjske poveznice
- Ethnologue (14th)
- Ethnologue (15th)